# Giovanni Canestrini
Giovanni Canestrini est un naturaliste italien, né le 26 décembre 1835 à Revò d'Anaunia dans le Trentin et mort le 14 février 1900 à 64 ans à Padoue. Canestrini joue un rôle considérable sur l’introduction des théories sur l’évolution en Italie.

## Biographie
Canestrini fait ses études à Gorizia et à Merano avant de partir à l’université de Vienne où il est diplômé de philosophie en 1861. Il enseigne l’histoire naturelle au lycée de Gênes et est l’assistant de Michele Lessona (1823-1894). De 1862 à 1869, il est Privatdozent à l’université de Modène, puis à celle de Padoue où il enseigne la zoologie, l’anatomie et la physiologie.
Il fonde la Società dei naturalisti modenesi (1862), la Società veneto-trentina di scienze naturali (1871), la société Dante Alighieri à Trente et à Padoue. Ses cours, ouverts à tous, d’anthropologie et de bactériologie connaissent un grand succès. De 1858 à 1899, il fait paraître 198 publications scientifiques et 18 biographies. Fervent partisan du darwinisme, Canestrini contribue à la vulgarisation scientifique. La ville de Trente et l’université de Padoue érigèrent un buste à son honneur en 1902.
Il est membre étranger de la Zoological Society of London depuis 1871.

## Œuvres
- Origine dell'uomo, Milano, 1866.

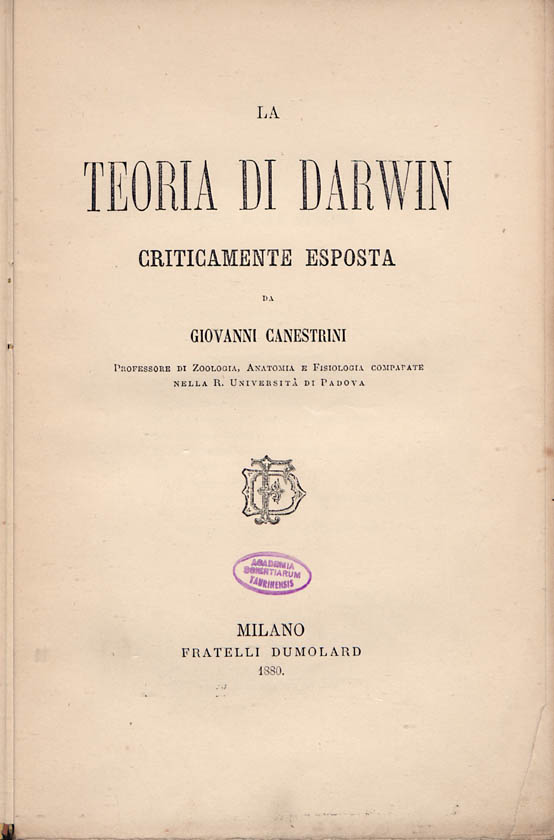
La teoria di Darwin, 1880

- Compendio di zoologia e anatomia comparata, 3 voll, Milano, 1869, 1870, 1871.
- Pesci d'Italia. 1872
- Manuale di apicoltura razionale. 1873.
- Prime nozioni di antropologia, Milano, 1878.
- Apicoltura, Milano, 1880.
- (it) La teoria di Darwin, Milano, Dumolard, 1880 (lire en ligne)
- La teoria dell'evoluzione esposta nei suoi fondamenti. Torino, 1887.
- Antropologia. 1888.
- La filossera. 1888.
- Per l'evoluzione. Recensione e nuovi studi. 1894.
- Prospetto dell'Arcafauna italiana, 8 voll. Padova, 1885 - 1899.
- Batteriologia, Milano, 1896.

### Publications en co-auteur
- (it) Canestrini G. & Fanzago F., 1876. Nuovi Acari Italiani. Famiglia dei Tetranychini. Societá Veneto-Trentina di Societá Naturali Atti.

## Sources
- Pietro Lorenzi & Silvio Bruno (2002). Uomini, storie, serpenti contributi alla storiografia erpetologica del Trentino-Alto Adige e Dintorni. Annali del Museo Civico di Rovereto, 17 : 173-274.